# 大野村 (岡山県苫田郡)
大野村（おおのそん）は、岡山県苫田郡にあった村。
現在の苫田郡鏡野町円宗寺、瀬戸、竹田、貞永寺、土居、和田に当たる。
鏡野町役場はこのエリアに存在する。

## 沿革
- 1889年6月1日 - 町村制施行に伴い、西西条郡円宗寺村、瀬戸村、竹田村、貞永寺村、土居村、和田村が合併し、大野村となる。大字円宗寺に役場を置く。
- 1900年4月1日 - 西西条郡が西北条郡、東南条郡、東北条郡と合併し、苫田郡となる。
- 1952年11月10日 - 小田村、香々美北村、香々美南村、中谷村、芳野村と合併、鏡野町となる。

## 地名の読み方
- 円宗寺（えんじゅうじ）
- 瀬戸（せと）
- 竹田（たけだ）
- 貞永寺（ていえいじ）
- 土居（どい）
- 和田（わだ）

## 現在の様子

### 郵便番号
- 708-0316 苫田郡鏡野町和田
- 708-0317 苫田郡鏡野町土居
- 708-0321 苫田郡鏡野町円宗寺
- 708-0324 苫田郡鏡野町竹田
- 708-0325 苫田郡鏡野町瀬戸
- 708-0362 苫田郡鏡野町貞永寺

708-031Xの残りの番号は香々美南村を、708-032Xの残りの番号は香々美南村、芳野村を、708-036Xの残りの番号は小田村を参照。

### 教育

#### 保育園
- 鏡野町立大野保育園

#### 小学校
- 鏡野町立大野小学校

#### 中学校
- 鏡野町立鏡野中学校

### 交通

#### 鉄道
旧村内を走る鉄道及びその駅なし

#### 道路

##### 高速道路
旧村内を走る高速道路なし

##### 国道
- 国道179号

##### 県道
- 主要地方道
  - 岡山県道82号鏡野久世線
- 一般県道
  - 岡山県道392号百谷寺元線

### 河川・山岳

#### 河川
- 香々美川

#### 山岳
- 男山
- 女山

### 寺院・神社

#### 寺院
- 貞永寺

#### 神社
- 大野神社
- 八幡神社